# Zwart schilspinnetje
Het zwart schilspinnetje (Ceratinella brevis) is een spinnensoort in de taxonomische indeling van de hangmatspinnen (Linyphiidae).
Het dier behoort tot het geslacht Ceratinella. De wetenschappelijke naam van de soort werd voor het eerst geldig gepubliceerd in 1834 door Wider.